# Dorcadion pygmaeum
Dorcadion pygmaeum là một loài bọ cánh cứng trong họ Cerambycidae.